# Accident ferroviari de Juneda del 1988
L'accident ferroviari de Juneda del 1988 es va produir en un pas a nivell sense barreres senyalitzat amb un stop ubicat a la població de Juneda (les Garrigues). És l'accident de tren més greu de l'àrea de Lleida i un dels dos accidents de tren ocorreguts a Catalunya a la darreria del segle xx, juntament amb el de Sant Andreu de la Barca del 1977.

## Esdeveniment
Un tren que cobria el servei Barcelona-Saragossa via Picamoixons-Lleida, va envestir un autobús en un pas a nivell sense barreres i senyalitzat amb un stop. Al xoc van resultar ferits 15 nens i un passatger del tren, i va provocar la mort de deu nens i cinc adults.
L'autobús portava uns infants de l'escola bressol Els àngels de Lleida que es desplaçaven d'excursió a la granja-escola les Obagues, ubicada dins del terme municipal de Juneda.

## Reaccions
L'endemà de l'accident se celebrà un funeral multitudinari a la Catedral de Lleida presidit per la Reina Sofia on es llegí un missatge de condol del papa Joan Pau II.
L'escola bressol Els àngels va tancar poc després de l'accident.

## Polèmica
L'accident de Juneda va obrir el debat en les administracions de replantejar-se els passos a nivell sense guarda ni barreres. Només al municipi de Juneda hi havia fins a 11 creuaments només senyalitzats amb un stop.